# Suzanne au bain (Altdorfer)
Suzanne au bain ou Suzanne et les deux vieillards (Susanna und die beiden Alten) est une huile sur panneau de tilleul (74,8 × 61,2 cm) réalisée par Albrecht Altdorfer en 1526 et conservée à l'Alte Pinakothek de Munich.
Le tableau représente un épisode du Livre de Daniel au chapitre 13, passage deutérocanoniques qui met en scène l'histoire de la jeune et chaste Suzanne injustement accusée par deux vieillards libidineux qui finiront par être démasqués et condamnés à la lapidation par le prophète Daniel.
Ce thème pictural, souvent repris dans l'iconographie européenne, est également connu sous le nom de Suzanne et les vieillards.

## Galerie

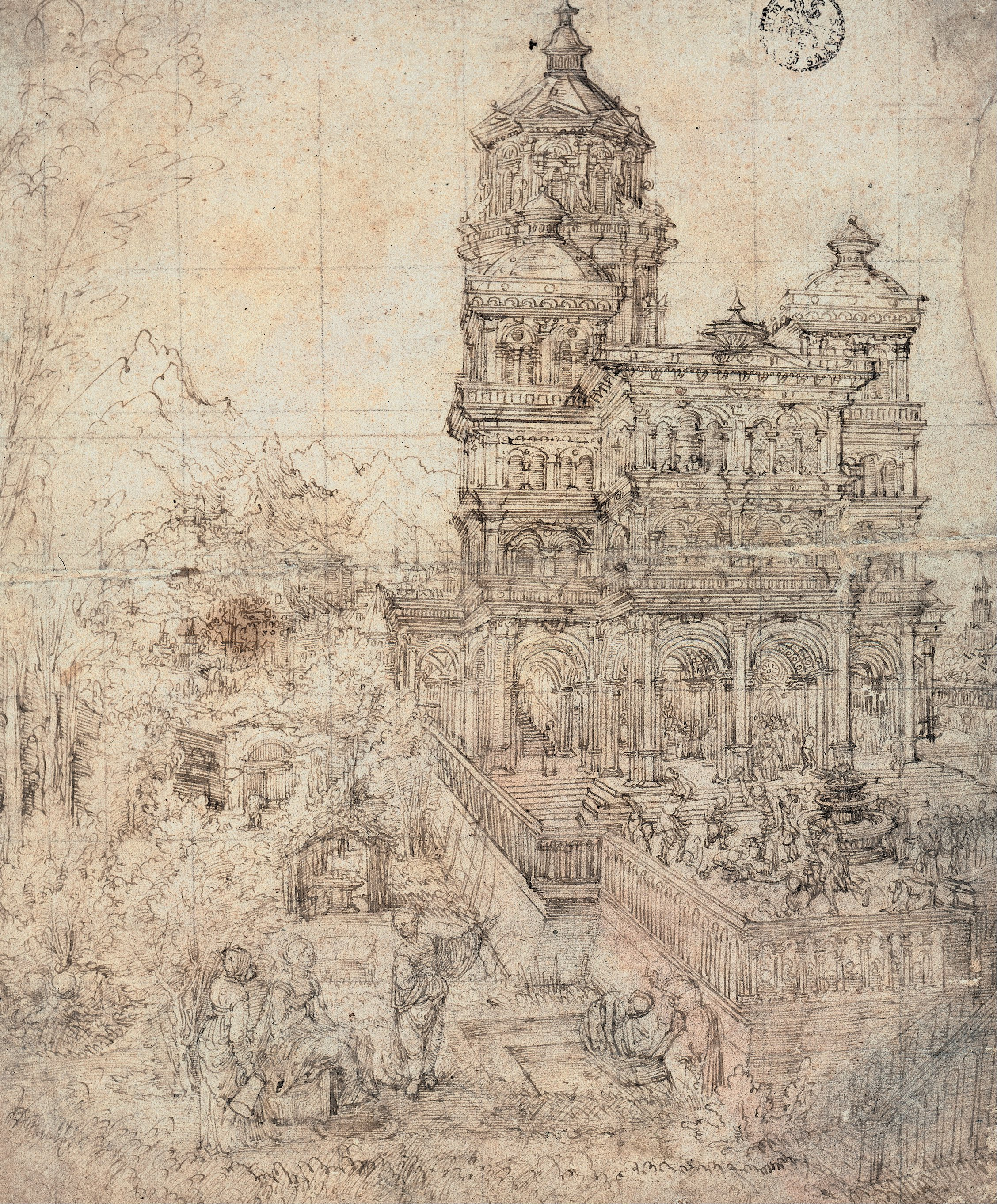
Esquisse du tableau, encre brun-noir sur papier (33,2 × 27,4 cm), 1526
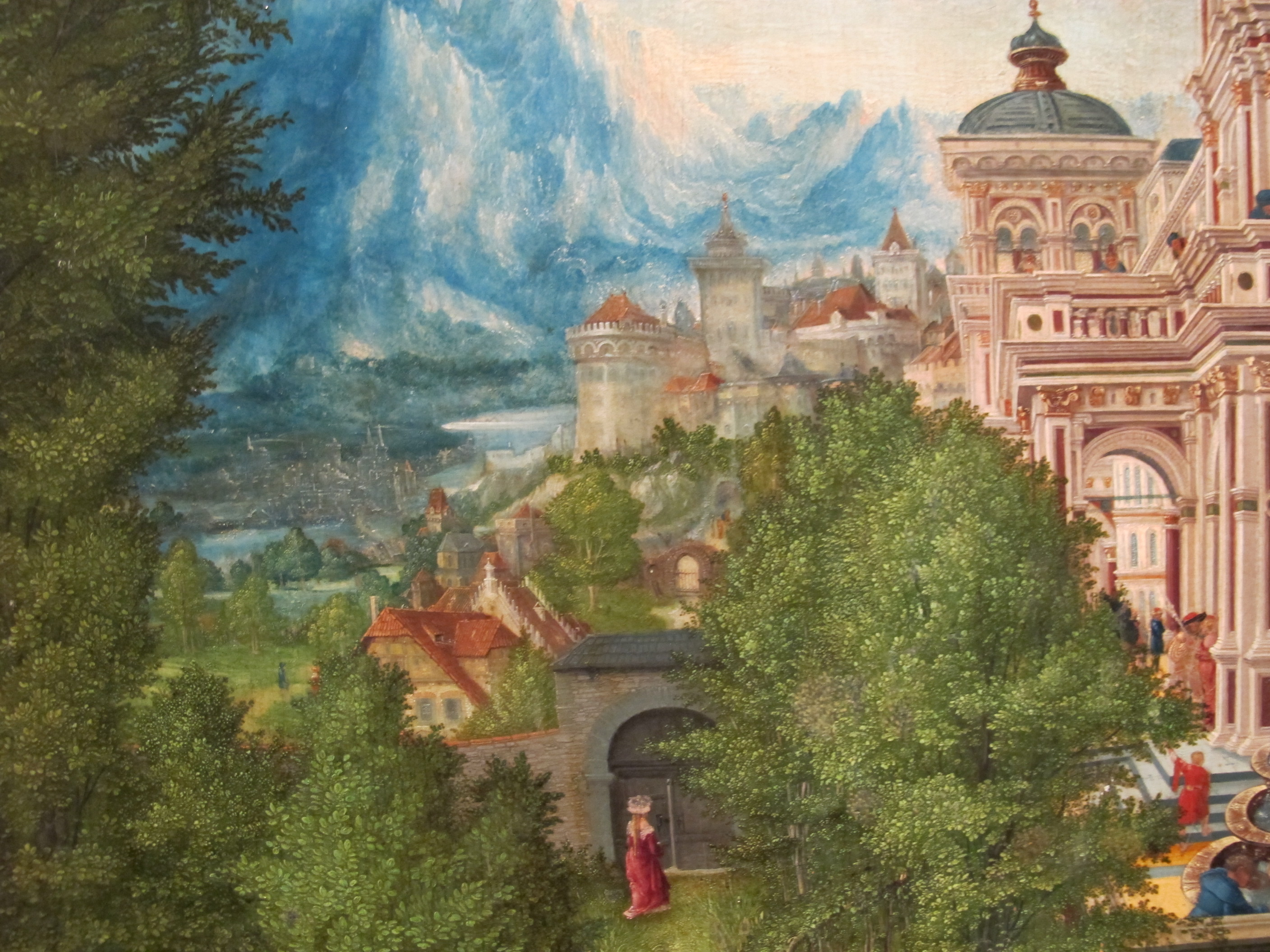
Détail du tableau : Suzanne seule au jardin
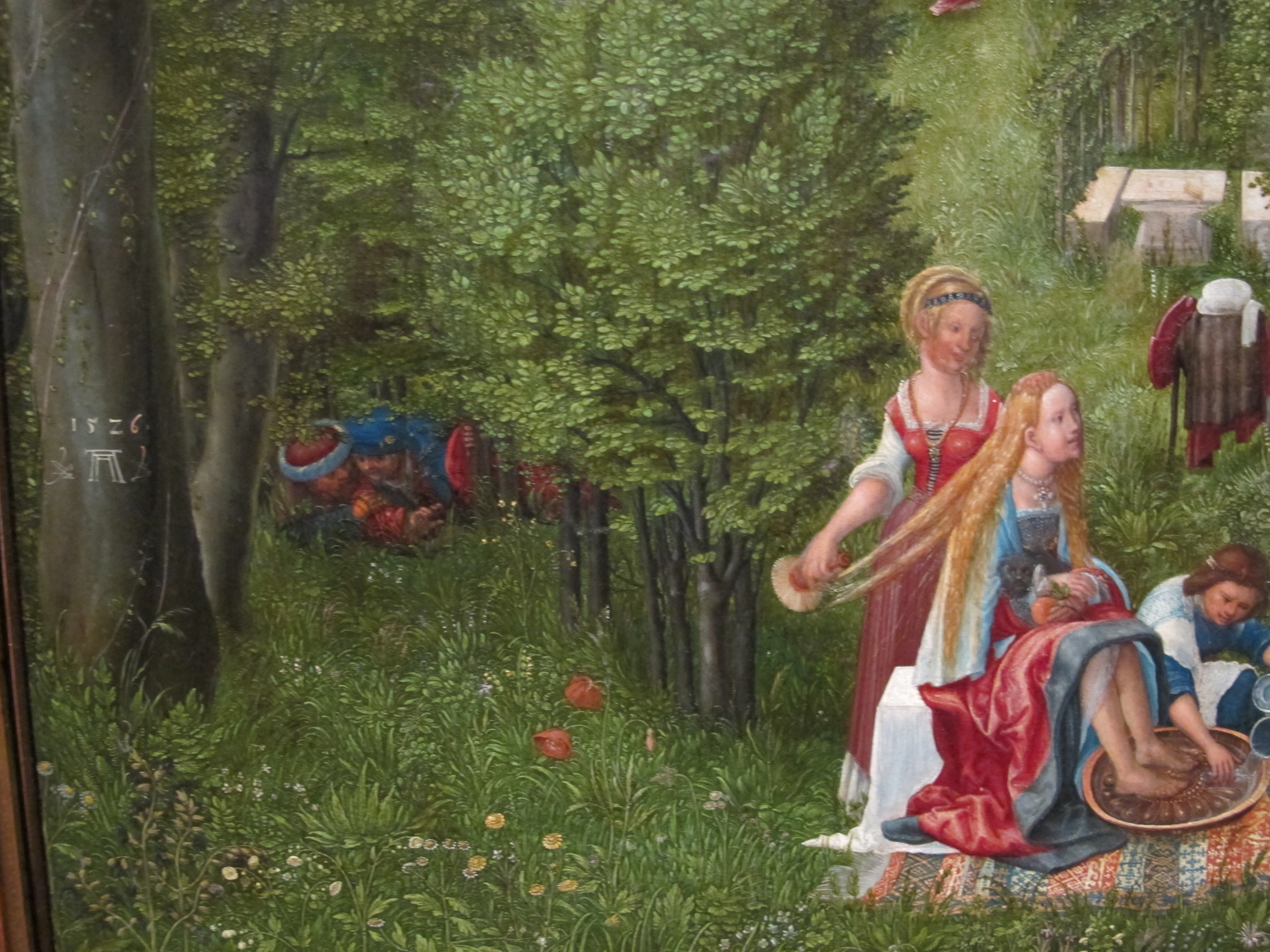
Détail du tableau : Suzanne espionnée par les deux vieillards. Sur le tronc d'arbre, à gauche, sont inscrits la date et le monogramme d'Altdorfer
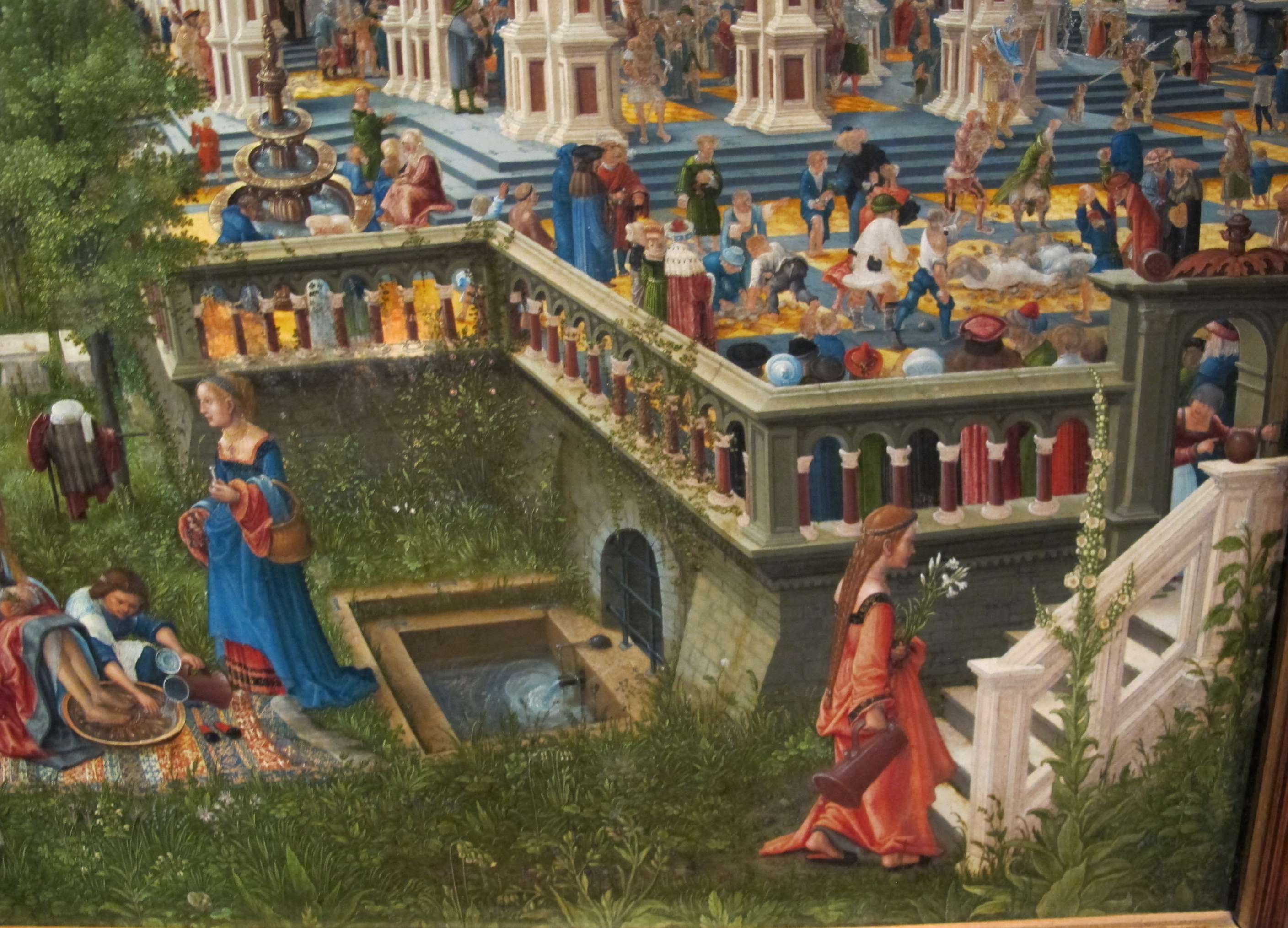
Détail du tableau : la lapidation des vieillards sur le parvis, en haut à droite